# Corniglia
Corniglia (IPA: [korˈniʎʎa], Curnigia nel dialetto locale - Corniggia in ligure), antico borgo della Riviera ligure di Levante e frazione del comune di Vernazza, in provincia della Spezia, è una delle località che costituiscono le Cinque Terre.

## Geografia fisica
(Petrarca, Africa)
Corniglia si trova in posizione centrale rispetto agli altri centri delle Cinque Terre, situata ad est della sede comunale, Vernazza (a cui la unisce una suggestiva passeggiata posta a mezza costa fra la vetta e il mare) e di Monterosso, e ad ovest di Manarola e Riomaggiore. Si differenzia dagli altri paesi delle Cinque Terre in quanto è l'unico borgo che non si affaccia direttamente sul mare, ma si trova sulla cima di un promontorio alto circa novanta metri, circondato da vigneti posti su caratteristici terrazzamenti a "fasce", tranne il lato che guarda verso il mare. 
Per raggiungere Corniglia dalla sua stazione ferroviaria occorre salire una lunga scalinata detta Lardarina, costituita da 33 rampe con 377 gradini, oppure percorrere la tortuosa Via alla Stazione.
Da Vernazza si raggiunge seguendo il percorso che sale tra coltivazioni e macchia mediterranea fino a Prevo (m 208) e, oltrepassata la frana di Guvano e il rio della Groppa si scende a Corniglia.

## Storia
Le origini del borgo risalgono all'epoca romana; il nome stesso del paese deriva probabilmente da Gens Cornelia, famiglia proprietaria del territorio. 
Durante il medioevo, analogamente ai borghi vicini, fu dominio dei conti di Lavagna, dei signori di Carpena, dei vescovi di Luni. 
Nel 1254 il papa Innocenzo IV indusse Guglielmo, vescovo di Luni, a cederne il possesso a Nicolò Fieschi, che lo mantenne fino al 1276, quando, sconfitto da Oberto Doria, dovette trasferirne il dominio alla Repubblica di Genova.
Traccia nelle costruzioni d'epoca medievale possono essere viste in Via Fieschi, dove alcune case sorgono su parte di un edificio medievale, e nei pressi della piazza "Largo Taragio" da cui, salendo, si accede alla "Torre", antico presidio difensivo costruito nel XVI secolo con permesso della famiglia Fieschi, per difendersi dalle incursioni turche.
Nel luglio 1525 Corniglia fu aggredita dal pirata ottomano Dragut che vi rapì uomini, donne e bambini. I pirati provenivano da un analogo saccheggio ai danni di Monterosso e proseguirono alla volta di Manarola dove furono respinti.

## Monumenti e luoghi d'interesse

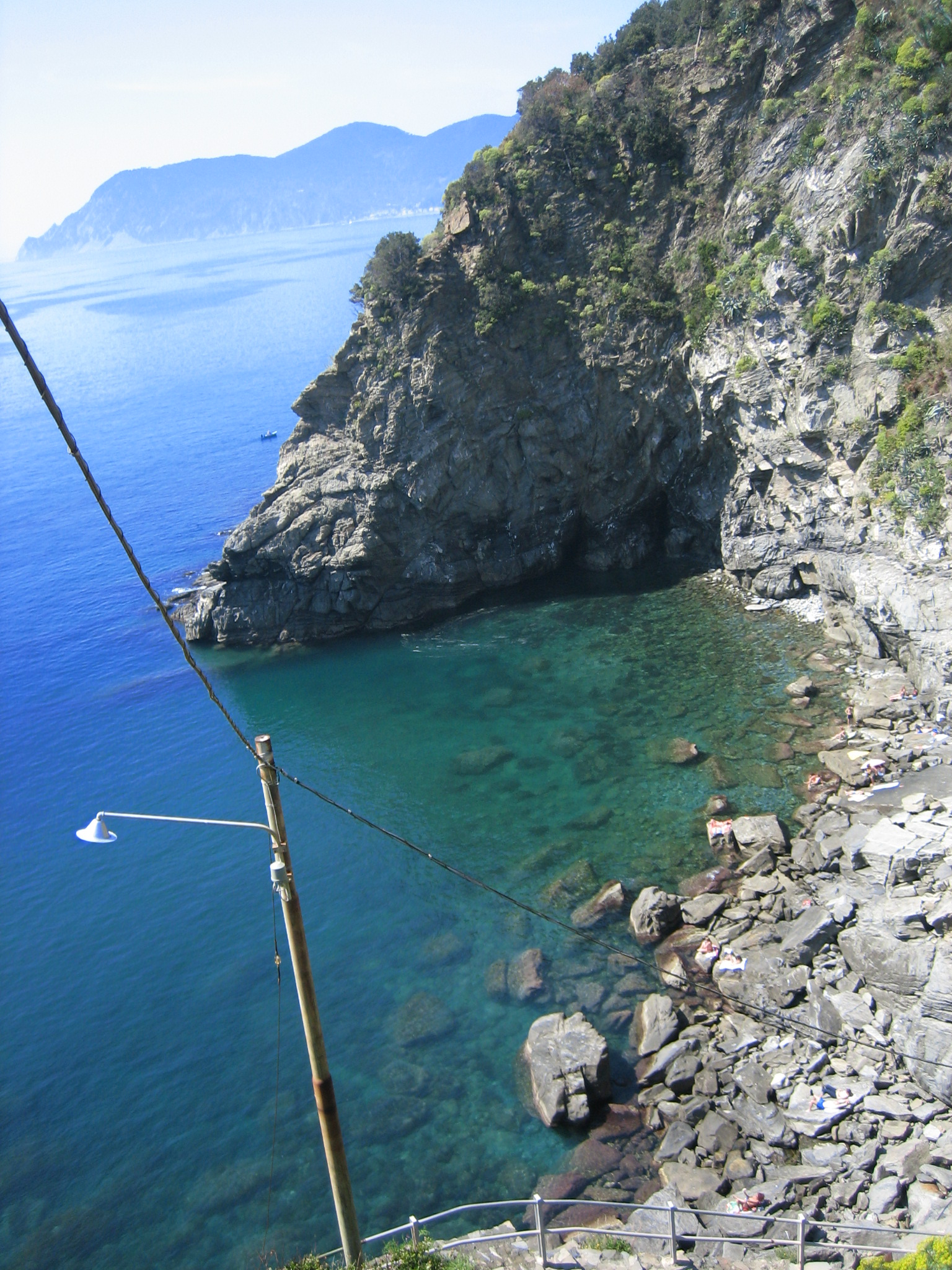
Marina di Corniglia

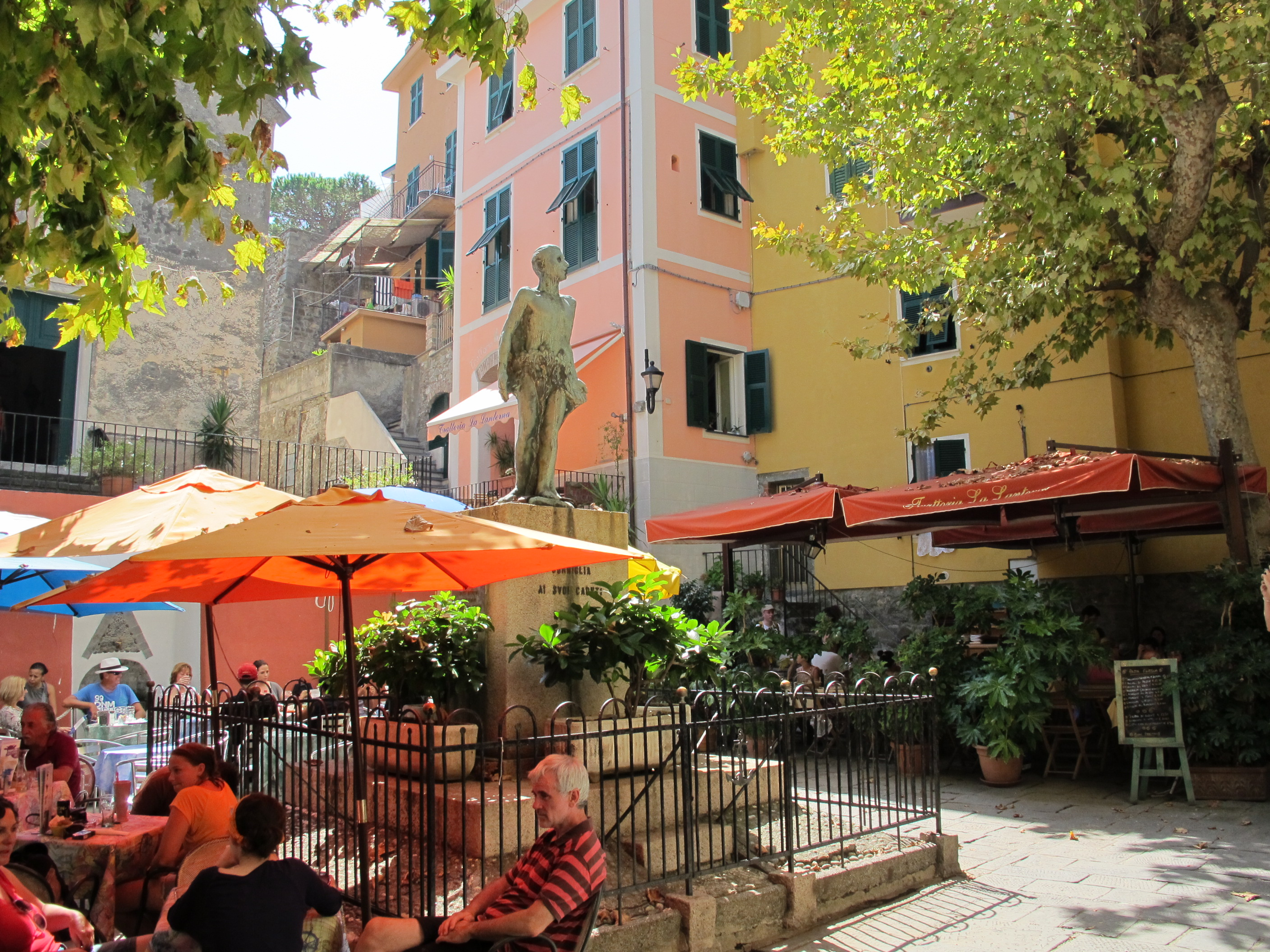
La piazzetta Taragio e monumento ai Caduti

L'intero paese si sviluppa lungo la direttrice di via Fieschi, via principale che dalla parrocchiale di San Pietro conduce al belvedere della terrazza di Santa Maria.
Direttamente sotto il piazzale della chiesa parrocchiale si possono individuare, sulla facciata di una casa, alcuni resti di architetture medievali, comprese alcune piccole sculture. È verosimile che in questo luogo sorgesse l'hospitale del paese.
Proseguendo lungo la via si incontra la strada carrozzabile, che forma la piazzetta Ciapara (in dialetto locale ciapà), oltrepassando la quale si entra nel carugio di Corniglia. Questa stretta via conduce fino alla piazza principale del paese, Largo Taragio (in dialetto locale er Taragiu) al centro della quale è il Monumento ai Caduti, e dominata dall'oratorio di Santa Caterina. 

Alle spalle della chiesetta, percorrendo una lunga e ripida scalinata, si arriva ad una piazzetta denominata fosso, dalla quale si vede la Torre, unico elemento, parzialmente in rovina, rimasto delle fortificazioni genovesi risalenti al 1556 circa. Saliti in cima a ciò che resta di questo torrione, si gode di una bella vista sul mare e sulla costa verso Manarola.
Un'altra vista sull'intera costa delle Cinque Terre si gode dalla terrazza di Santa Maria (90 metri s.l.m., circa), raggiungibile da Largo Taragio proseguendo lungo via Fieschi. Nell'angolo della terrazza panoramica che dà verso Vernazza sorgeva un tempo una chiesetta, rovinata in mare a metà dell'Ottocento. Sullo stesso versante si scorge la piccola baia che costituisce la Marina di Corniglia. Sempre da questo lato, sui monti, si può vedere il Santuario di Nostra Signora delle Grazie di San Bernardino.
Da Largo Taragio, in fronte al Monumento ai caduti, parte anche una scalinata (via alla Marina) che scende verso la "marina di Corniglia". La piccola insenatura è caratterizzata dal porticciolo per pochi posti-barca usato dagli abitanti del paese, racchiuso a sinistra da un piccolo molo che si protende verso il lungo mare e alla destra dal ripido promontorio detto "delle tre croci" per le croci poste a ricordo della Passione di Cristo. 

Sul versante opposto del promontorio, seguendo la linea di costa verso Vernazza, si arriva alla spiaggia di Gùvano: posta sotto ciò che resta del muraglione dell'antica ferrovia (che è stata deviata e oggi corre a monte, in galleria), la spiaggia è raggiungibile via mare o attraverso la vecchia galleria delle FS ormai in disuso. Questo tratto di costa è forse uno dei più belli dell'intero litorale delle Cinque Terre, spesso meta durante l'estate di numerose imbarcazioni e di un turismo naturista.

### Architetture religiose

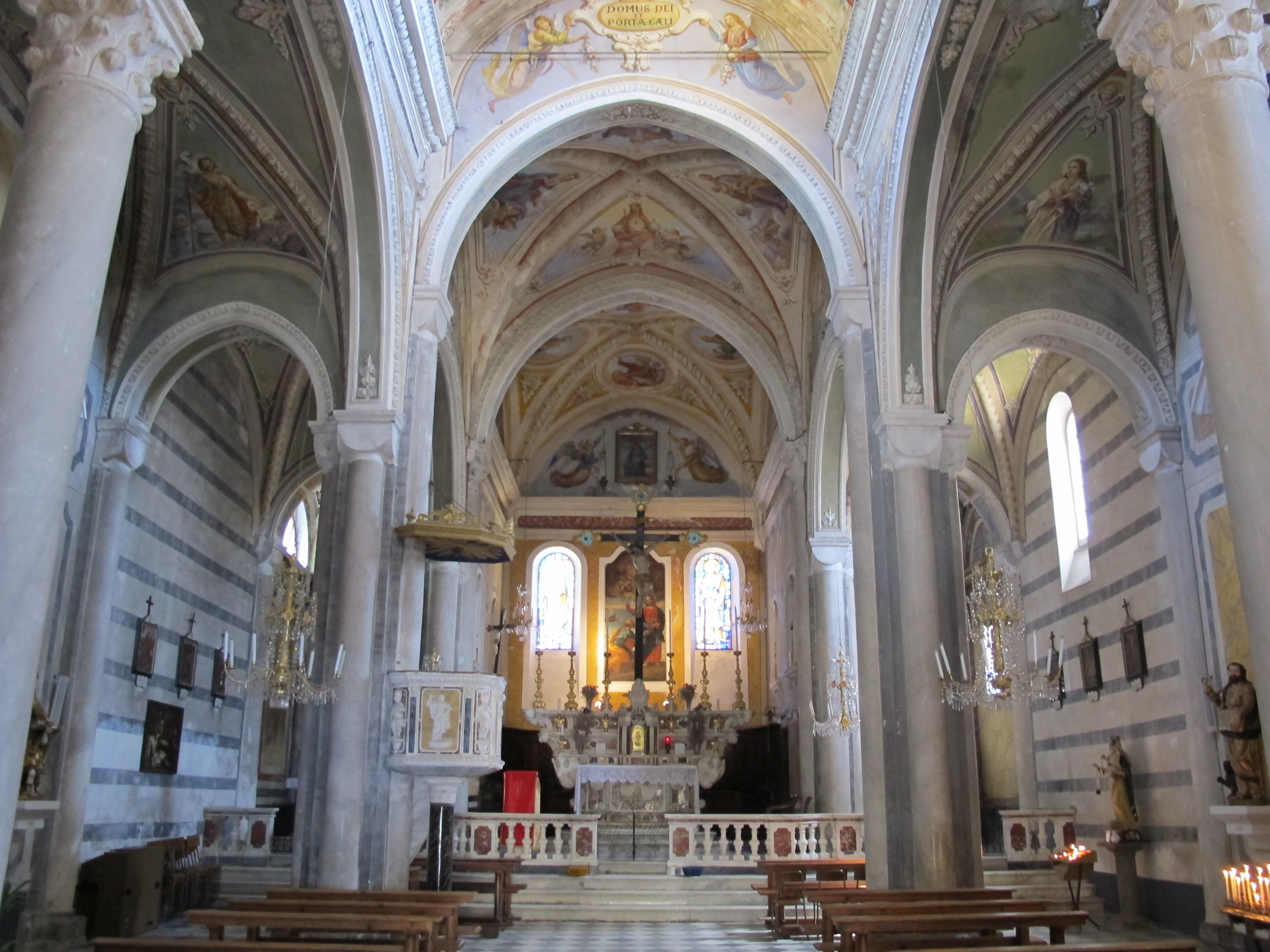
San Pietro, interno

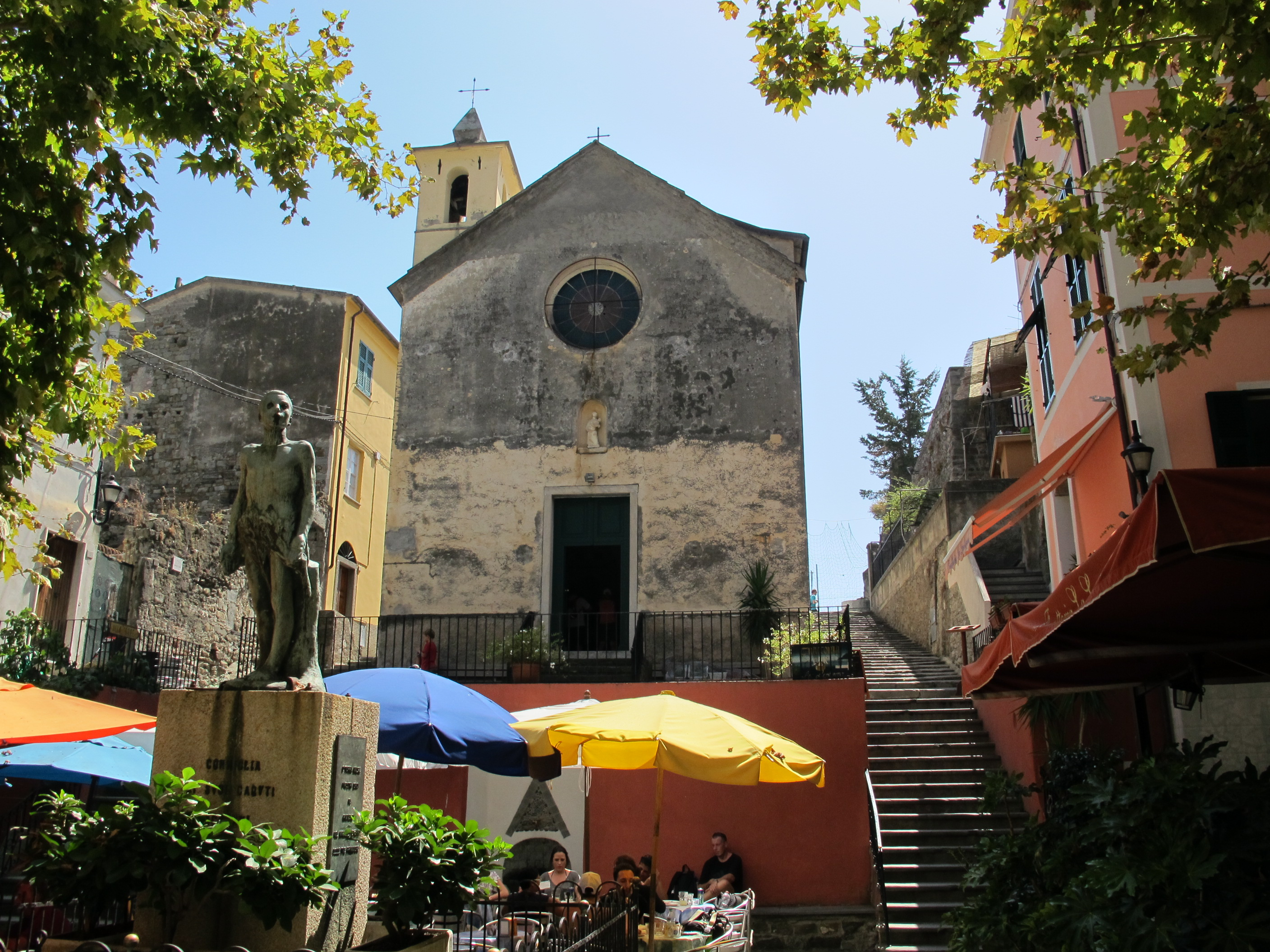
L'Oratorio dei Disciplinanti visto dalla piazzetta

La chiesa parrocchiale di San Pietro è fra i monumenti di rilievo del borgo di Corniglia. Bell'esempio di architettura gotico-ligure del XIV secolo, edificata sui resti di una cappella dell'XI secolo e che, dopo rimaneggiamenti successivi, presenta al suo interno delle sovrapposizioni barocche. Dietro all'altare maggiore si possono ammirare due coloratissime vetrate, opera dell'artista Trento Longaretti che a Corniglia soggiornò ed ebbe studio.
Un edificio con archi gotici in pietra nera, situato sotto il sagrato, viene ritenuto parte dell'antica stazione di posta appartenuta alla potente famiglia ligure dei Fieschi.
L'Oratorio dei Disciplinanti di Santa Caterina, edificato nel XVIII secolo.

### Architetture civili
Monumento ai Caduti, in piazzetta Taragio. Il bronzo, è opera dello scultore spezzino Enrico Carmassi.

#### Il caso Villaggio Europa
Sul sentiero delle Cinque Terre, che collegava Corniglia a Manarola ormai chiuso da anni (il Sentiero Azzurro), sorge un villaggio turistico in disuso e fatiscente, noto come "Villaggio Europa".
Costituita da quaranta bungalow di circa dodici metri quadrati ciascuno, la struttura venne edificata tra il 1963 e il 1964 nell'area della vecchia massicciata ferroviaria, concessa in affitto dalle Ferrovie dello Stato, a centocinquanta metri dalla Stazione di Corniglia e a cento metri dal confine del comune di Vernazza.
In quel periodo, grazie alla formazione del cosiddetto "Spiaggione di Corniglia", in seguito allo scaricamento di materiali provenienti dalla costruzione della nuova linea ferroviaria, il villaggio si trovava proprio sopra la spiaggia, in una posizione favorevole.
I problemi arrivarono nei primi anni ottanta: la spiaggia sottostante, divorata dal mare, non esisteva più; il villaggio perse popolarità e, in seguito, venne chiuso perché considerato non a norma; partì quindi un'operazione di condono che non giunse mai a termine.
Prima il Tar e poi nel 2009 il Consiglio di Stato respinsero la proposta di costruzione di un nuovo Villaggio Europa sui resti del primo, in virtù di un ricorso rispetto all'incompatibilità ambientale del progetto e alle denunce di speculazioni arrivate dalle associazioni del territorio, seguite da inchieste su alcune testate locali.

## Cultura

### Manifestazioni
La chiesa di San Pietro è sede ogni estate del "Festival organistico delle 5 Terre".
Dal 9 al 12 agosto 2007 si è svolta in tutti i paesi delle Cinque Terre la terza tappa della prima edizione di Aria Festival, una rassegna internazionale di artisti di strada e di spettacolo per luoghi pubblici. Anche Corniglia è stata coinvolta nell'evento, ospitando le performance degli Afro Jungle Jeegs, gruppo di acrobati kenioti, del cabarettista Chris Lynam, della contorsionista Lena Ries e della coppia di giocolieri Beefcake Boys.

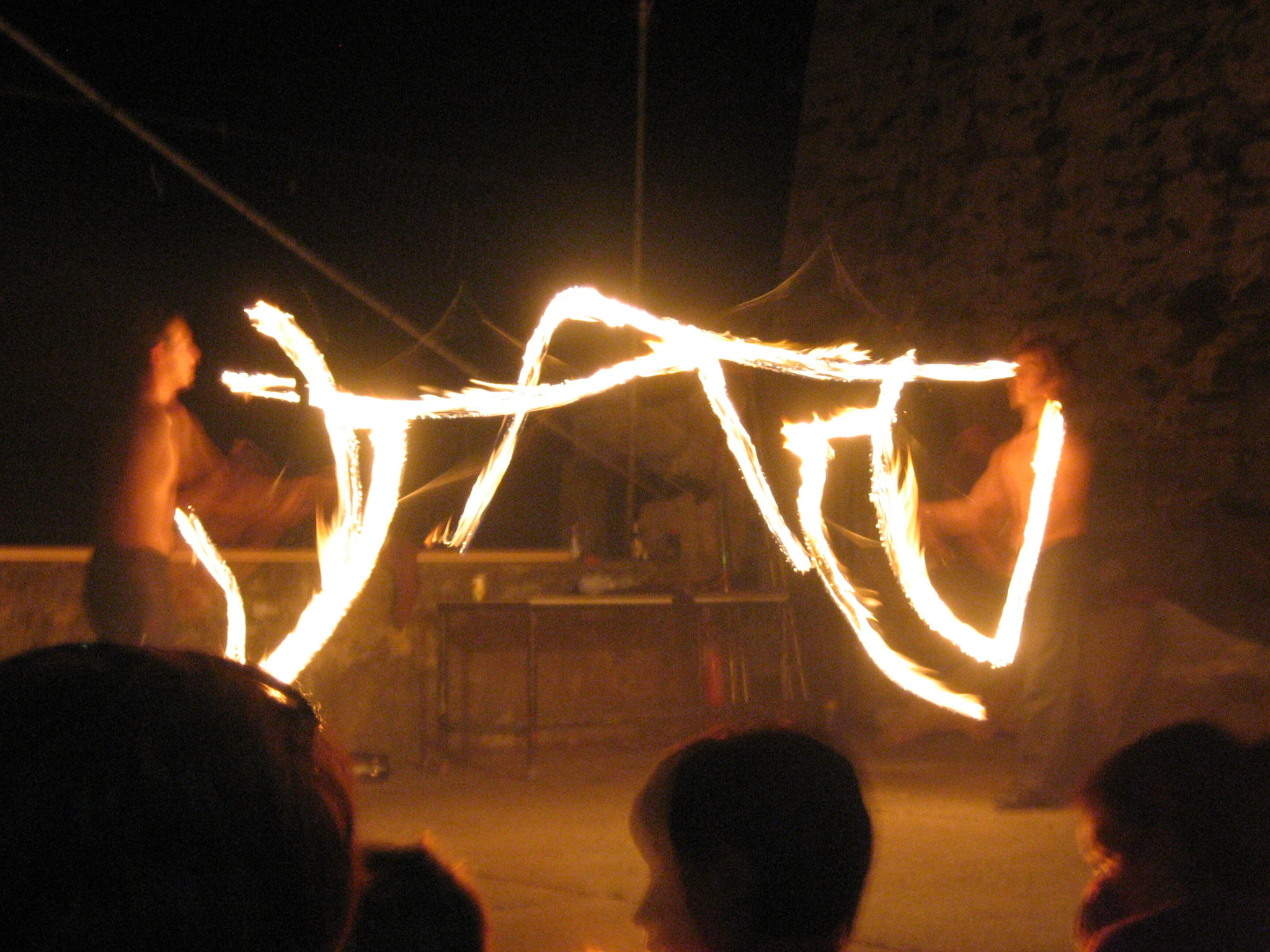
Un momento dell'esibizione dei Beefcacke Boys in località Fosso (2007)

### Feste, fiere e sagre
Si festeggia il santo patrono, San Pietro, il 29 giugno.
Le celebrazioni religiose prevedono la classica processione per le vie del paese, dalla chiesa di San Pietro fino alla terrazza di Santa Maria.
La specialità gastronomica tipica della festa è la torta di riso, preparata con riso, formaggio, uova e cotta al forno. Altrettanto tipica è la distribuzione in piazza della "Torta dei Fieschi" a tutti i partecipanti alla festa.
Come in molti altri paesi italiani la sera del venerdì santo si svolge la tipica processione a seguito della statua del Cristo morto, lungo la via principale del paese.
Ogni anno l'8 settembre si celebra la festa del santuario di Corniglia, San Bernardino: gli abitanti del paese si recano in pellegrinaggio alla piccola chiesetta della frazione, con profonda devozione verso Nostra Signora delle Grazie.

### Letteratura
Corniglia - meta turistica al pari delle vicine "consorelle" - è conosciuta anche per una citazione letteraria di tutto rispetto. È menzionata infatti in un passo del Decameron di Boccaccio, nella novella che narra le disavventure dell'abate di Cluny: fatto prigioniero da Ghino di Tacco e sofferente di mal di stomaco, il prelato veniva curato dal suo stesso carceriere con una medicina che non sarebbe dispiaciuta a molti: due fette di pane bene arrostito, servite in una tovagliula bianchissima ed accompagnate da un buon bicchiere di Vernaccia di Corniglia.

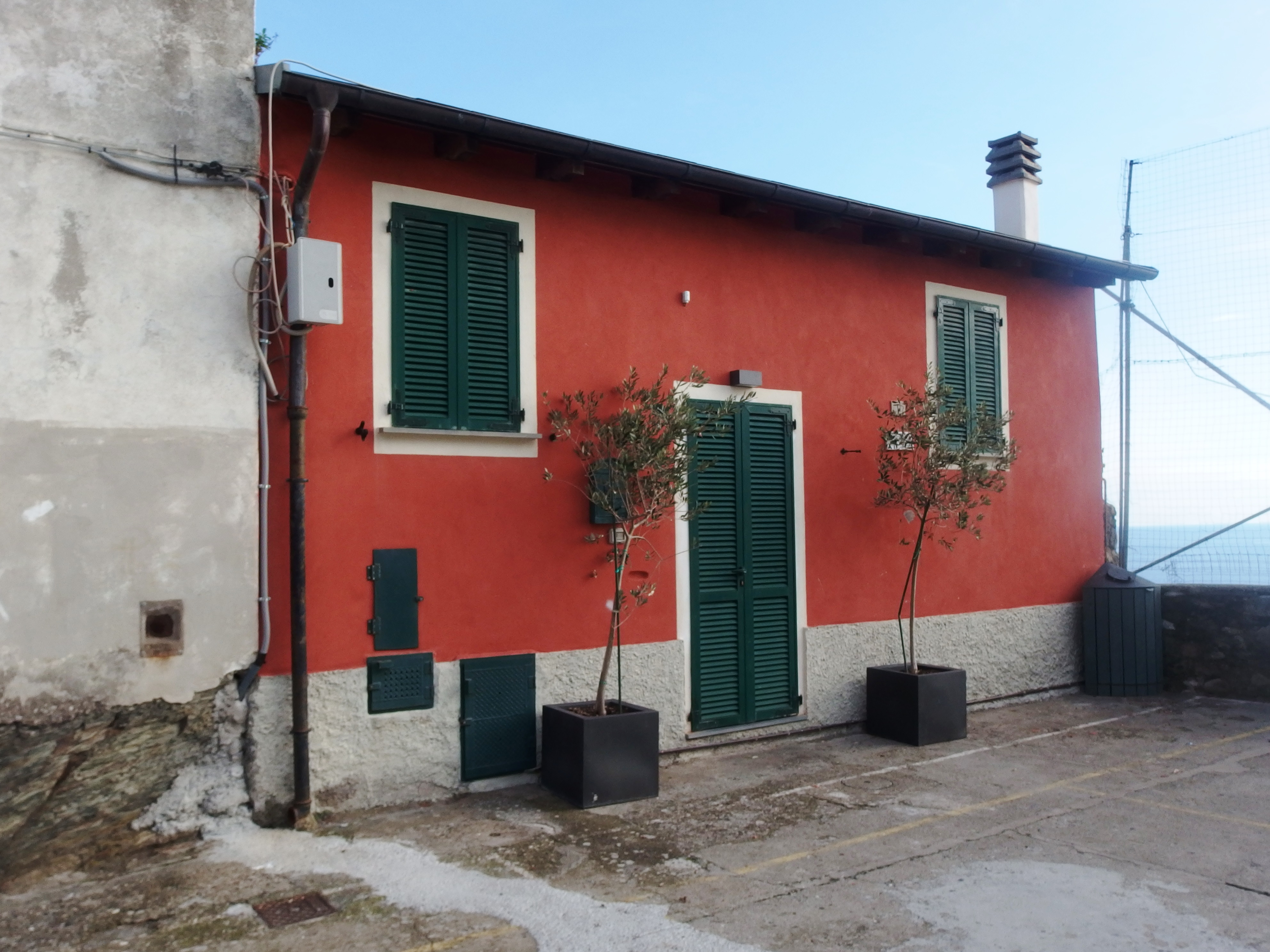
La casa-studio del maestro Longaretti

### Arte
Il pittore Trento Longaretti per lungo tempo ha lavorato nel proprio studio di Corniglia.
Il borgo è anche residenza estiva dell’artista Michelangelo Pistoletto il quale ha coinvolto la popolazione in diverse sue opere.
Anche Enrico Rava per anni ha ispirato la sua tromba nei Carruggi di Corniglia

## Trasporti e vie di comunicazioni

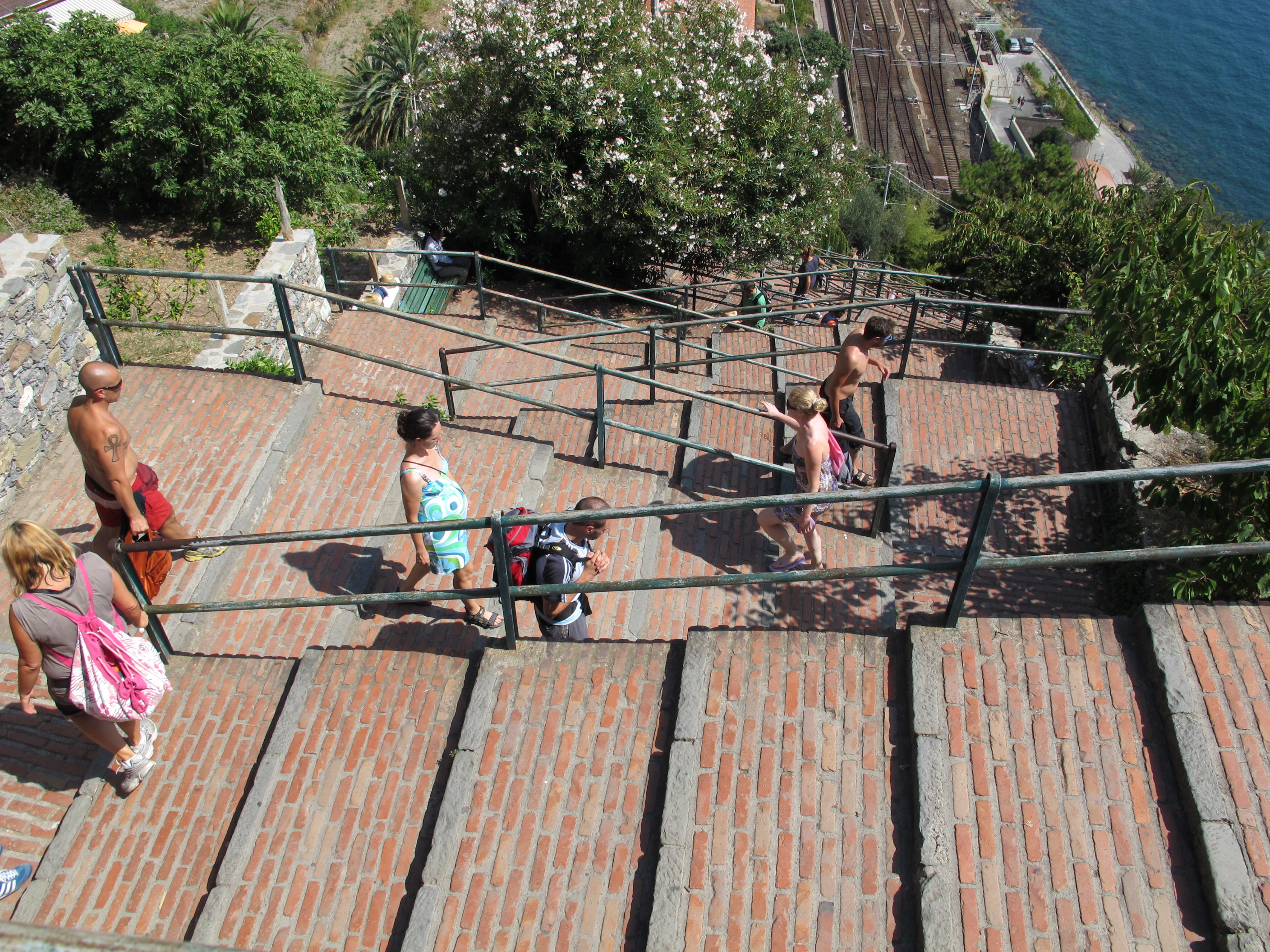
La scalinata della Lardarina congiunge il paese con la stazione ferroviaria

### Strade ed autostrade
Come tutti gli altri paesi delle Cinque Terre, Corniglia è raggiungibile dalla Spezia percorrendo la strada provinciale numero 32, detta "Litoranea delle Cinque Terre", poi proseguendo sulla SP 51, bellissima strada panoramica su tutta la costa, e quindi scendendo sulla SP 30 fino al borgo

### Linee ferroviarie
Corniglia è dotata di una stazione ferroviaria sulla direttrice tirrenica Genova-Roma, nel tratto locale compreso tra Genova e la Spezia. Per i treni a lunga percorrenza, la stazione di riferimento più vicina è quella di La Spezia Centrale.

## Voci correlate

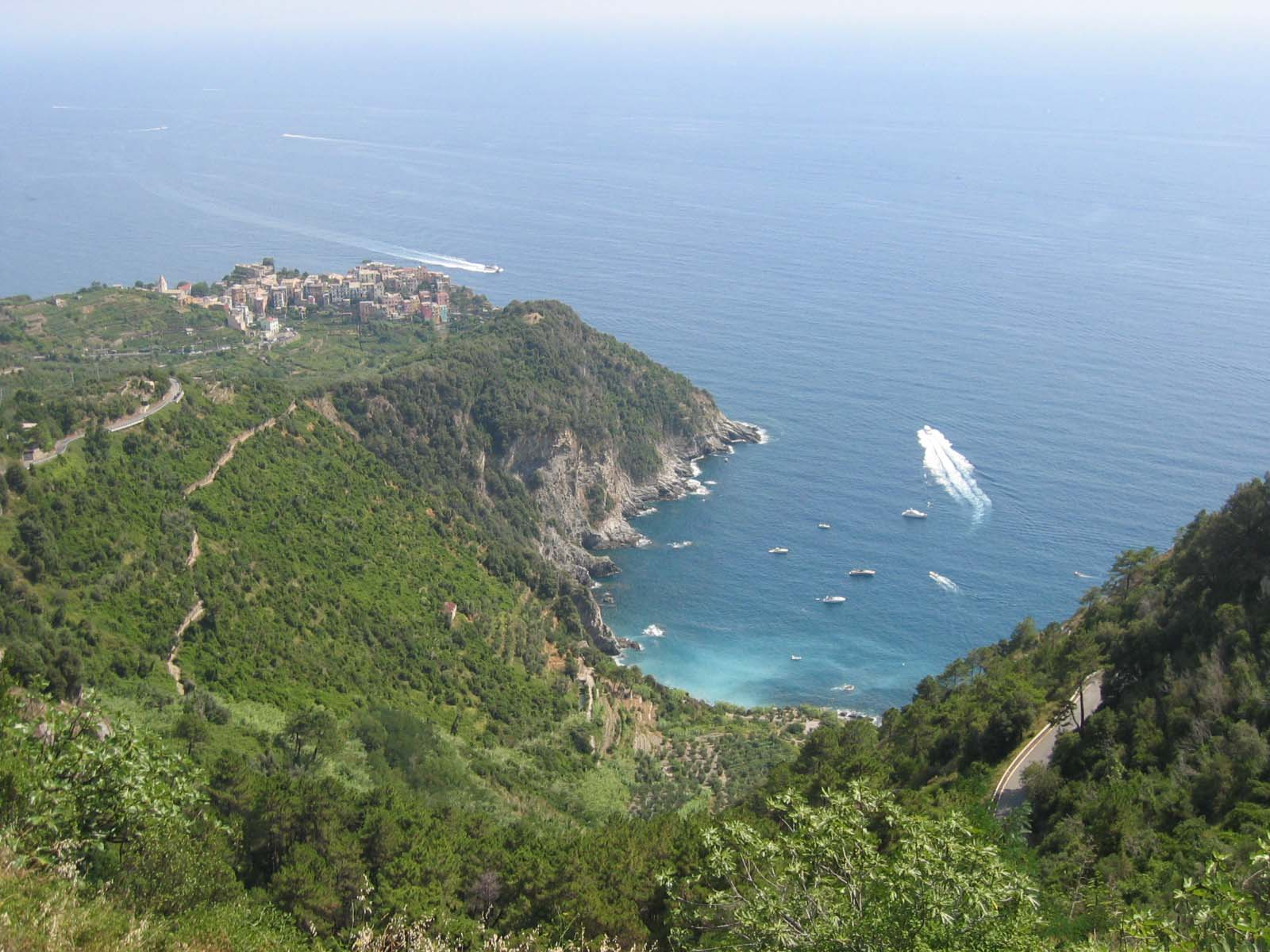
Panorama di Corniglia e della spiaggia di Guvano, viste da San Bernardino